# Villemain (Deux-Sèvres)
Villemain é uma comuna francesa na região administrativa da Nova Aquitânia, no departamento de Deux-Sèvres. Estende-se por uma área de 16,68 km². Em 2010 a comuna tinha 151 habitantes (densidade: 9,1 hab./km²).